# اریک ملوین
اریک ملوین (انگلیسی: Eric Melvin؛ زادهٔ ۹ ژوئیهٔ ۱۹۶۶) یک موسیقی‌دان اهل ایالات متحده آمریکا است. وی از سال ۱۹۸۳ میلادی تاکنون مشغول فعالیت بوده‌است.